# Playing for Change
Playing for Change est un projet musical multimédia qui met en scène des musiciens des quatre coins du monde pour diffuser un message de paix.  

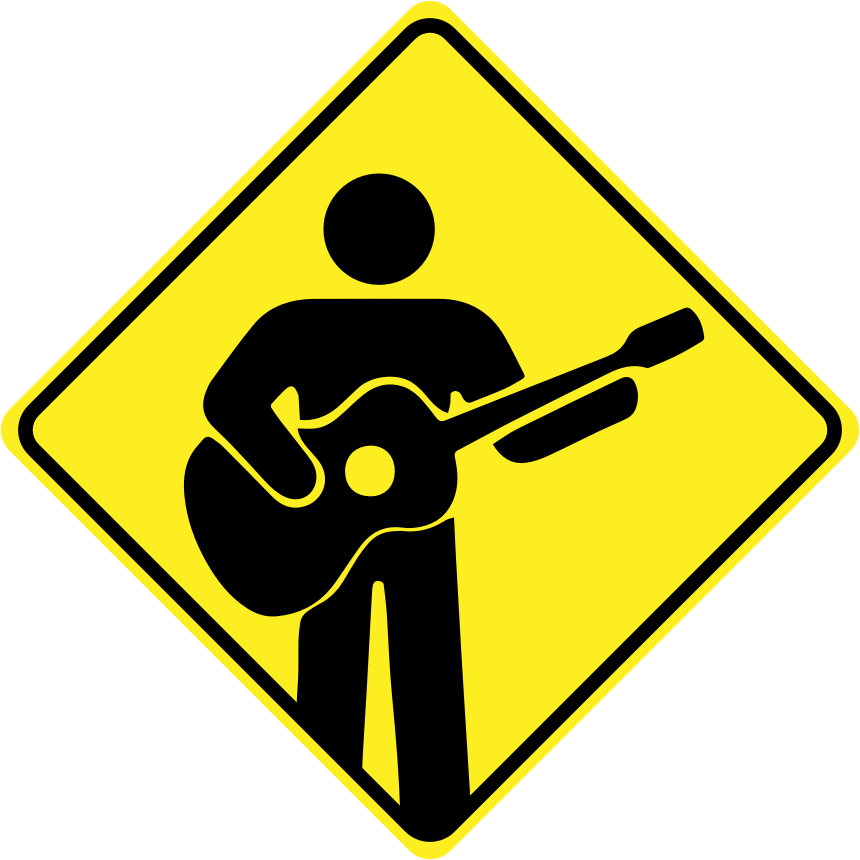
Logo de Playing for Change.

En mars 2005, l'ingénieur du son et réalisateur Mark Johnson, filme le guitariste et chanteur Roger Ridley dans les rues de Los Angeles, interprétant Stand by me. Il décide d'ajouter d'autres musiciens à cette chanson, en superposant leur interprétation à celle de Roger Ridley. Il part alors avec son équipe à Barcelone, où il enregistre notamment Clarence Bekker, puis pour l'Afrique du Sud, l'Inde, le Népal, le Proche Orient afin d'enrichir Stand by me et d'autres chansons créées sur ce même concept. La vidéo officielle de Stand By Me compte plus de 145 millions de vues sur YouTube.

## Les chansons autour du monde
- Stand By Me, Ben E. King
- One Love / People Get Ready (en), Bob Marley
- War / No More Trouble, Bob Marley
- Don't Worry, Pierre Minetti
- Chanda Mama, Ananda Giri et Enzo Buono
- Love Is All, Roger Glover
- Clandestino, Manu Chao
- Guantanamera, various artists
- Down By the Riverside, Negro spiritual song
- Knocking on heavens door, Bob Dylan

Ces chansons sont rassemblées dans un CD/DVD produit en collaboration avec Concord Records, sorti en avril 2009 aux États-Unis.
En 2010, un deuxième album sort, Playing for Change Live, qui réunit des artistes du monde entier sur scène.
En 2011, un troisième album sort, PFC 2: Songs Around The World.

## La Fondation Playing for Change
La Fondation Playing for Change est une organisation à but non lucratif destinée au développement d'écoles de musiques à travers le monde.
En 2008, une première école de musique est créée par la Fondation à Gugulethu, (Ntonga Music School), dans la banlieue du Cap, en Afrique du Sud.
En 2010 deux écoles de musiques sont ouvertes : l'école de musique et de Dance Bizung, à Tamalé, au Ghana, et l'école de musique de Kirina, à Kirina, Mali.
La Fondation Playing for Change a développe 15 programmes éducatifs dans 11 pays.
La fondation est lauréate en 2019 du prix Polar Music.

## Le film documentaire
Le documentaire Playing for change: Peace through music, réalisé par Mark Johnson et Jonathan Walls est un voyage musical sur quatre continents qui relate la réalisation de ces chansons autour du monde, mène à la rencontre de musiciens de divers horizons, évoquant la réalité dans laquelle ils vivent et contemplant le pouvoir de la musique en tant que vecteur universel de paix. Le film est d'abord présenté en 2008 dans une version inachevée au Festival du film de TriBeCa, à New York, avant d'être diffusé en été 2009 sur la chaine PBS dans une version courte (57 minutes). La version finale de 83 minutes est sortie aux États-Unis en octobre 2009.

## Musiciens
| Stand by Me                                 |
| (Jerry Leiber / Mike Stoller / Ben E. King) |
| Roger Ridley: vocals, acoustic guitar       |
| Clarence Bekker: vocals                     |
| Grandpa Elliott: vocals, harmonica          |
| Vusi Mahlasela: vocals                      |
| Sinamuva: choir vocals                      |
| Bhekani Memela: choir arrangement           |
| Washboard Chas: washboard                   |
| Twin Eagle Drum Group: drum                 |
| Junior Kissangwa Mbouta: drums              |
| Django "Bambolino" Degen: congas            |
| François Viguié: pandeiro                   |
| Cesar Pope: cavaquinho                      |
| Dimitri Dolgonov: violoncelle               |
| Roberto Luti: National guitar               |
| Geraldo Osal "el Poeta": tres               |
| Dionisio Lopez: electric bass               |
| Pokei Klaas: upright bass                   |
| Reggie McBride: upright bass                |
| Stefano Tomaselli: alto sax                 |

| One Love                                  |
| (Bob Marley)                              |
| Keb' Mo': vocals                          |
| Mermens Kenkosenki: vocals                |
| Manu Chao: Guitar and Vocals              |
| Tal Ben Ari "Tula": vocals                |
| Vusi Mahlasela: vocals                    |
| Sinamuva: choir vocals                    |
| Bhekani Memela: choir arrangement         |
| Martin Machapa: vocals, choir arrangement |
| Tenzin Jamyang : vocals                   |
| Tenzin Jigme: vocals                      |
| Tenzin Ingsel: vocals                     |
| Vinaya, Saindhavi and Shruti : vocals     |
| Roberto Luti : National guitar            |
| Menyatso Nathole : electric guitar        |
| Gabriel Thobeiane: congas                 |
| Clayton Gibb : banjo                      |
| Surendra Shrestha : tablas                |
| Junior Kissangwa Mbouta : drums           |
| William Aura : electric bass              |
| Louis Mhlanga : guitar                    |
| Tara Bir Tuladhar: sitar                  |
| Venkat: shaker                            |
| Rajhesh Vaidhya: veena                    |

| War / No More Trouble                       |
| (Carlton Barrett / Allen Cole / Bob Marley) |
| Rocky Dawuni: vocals                        |
| Bono: vocals                                |
| Mermens Kenkosenki: vocals                  |
| Jason Tamba: vocals, guitar                 |
| Vinaya, Saindhavi and Shruti: vocals        |
| Bob Marley: vocals                          |
| The Omagh Community Youth Choir: vocals     |
| Daryl J. Simpson: choir director            |
| Kevin Moor II: drums                        |
| Tshotsho Fikisi: congas                     |
| Biziko: djembé                              |
| Cathy Jordan: bodhrán                       |
| David Broza: guitar                         |
| Louis Mhlanga: guitar                       |
| Jimi Indi Phiri: electric bass              |
| Radwin Nazar: violin                        |
| Ramzi Bishara: darbuka                      |
| Punya Srinivas: veena                       |
| Saroja: dilruba                             |
| Venkat: tablas and shaker                   |

| Biko                                       |
| (Peter Gabriel)                            |
| Rocky Dawuni: vocals                       |
| Keb' Mo': vocals, electric/acoustic guitar |
| Cathy Jordan: vocals, bodhran              |
| The Omagh Community Youth Choir: vocals    |
| Daryl J. Simpson: choir director           |
| Nana Ama: vocals                           |
| Margaret Gbindey: vocals                   |
| Belinda Darko: vocals                      |
| Vinaya, Saindhavi and Krithikaa: vocals    |
| Roberto Luti: National guitar              |
| Liam Ô Maontai: vocals, didgeridoo         |
| Kamalakar: flûte                           |
| Venkat: tablas                             |
| Michael Holmes: bouzouki                   |
| Shane Mitchell: accordion                  |
| Brian McDonagh: mandola                    |

| Don't Worry                        |
| (Pierre Minetti)                   |
| Pierre Minetti: vocals, guitar     |
| Clarence Bekker: vocals            |
| Tal Ben Ari "Tula": vocals         |
| Sinamuva: choir vocals             |
| Bhekani Memela: choir arrangement  |
| Junior Kissangwa Mbouta: drums     |
| Dinesh Sunam: vocals               |
| Venkat: tavil drums                |
| Washboard Chaz: washboard          |
| Django "Bambolino" Degen: triangle |
| Grandpa Elliott: harmonica         |
| Rajhesh Vaidhya: veena             |
| Tenzin Jigme: electric guitar      |

| Talkin' 'Bout a Revolution  |
| (Tracy Chapman)             |
| Mermens Kenkosenki: vocals  |
| Jason Tamba: vocals, guitar |
| Tshotsho Fikisi: congas     |

| Better Man                                   |
| (Kevin Moore / Anders Osborne)               |
| Keb' Mo': vocals, dobro                      |
| Valeria Pinkston: backup vocals              |
| Kristle Murden: backup vocals                |
| Alexandra Brown: backup vocals               |
| Reggie McBride: backup vocals, electric bass |
| Jeff Paris: backup vocals, guitar            |
| Les Faulkner: backup vocals, drums           |
| Clayton Gibb: banjo                          |
| Poncho Sanchez: congas                       |

| Chanda Mama                          |
| (Ananda Giri / Enzo Buono)           |
| Tal Ben Ari "Tula": vocals           |
| Nahuel Schajris: vocals              |
| Sinamuva: choir vocals               |
| Bhekani Memela: choir arrangement    |
| Vinaya, Saindhavi and Shruti: vocals |
| Enzo Buono: guitar                   |
| Marcello "Gaucho": charango          |
| Santiago Maggi: upright bass         |
| Damien Issertes: accordion           |
| Sibongiseni Mbanjwa: violin          |
| Paulo Morais: pandeiro               |
| Roberto Luti: National guitar        |
| Louis Mhlanga: guitar                |
| Stefano Tomaselli: alto sax          |
| Junior Kissangwa Mbouta: drums       |
| Reinaldo Elosegui: güiro             |

| Love Rescue Me |  | |
| (U2 / Bob Dylan) |  | |
| Daryl J. Simpson: choir director, piano |  | |
| Brian McNamee: guitar |  | |
| The Omagh Community Youth Choir: \| - Jade Campbell - Natasha Cathers - Alicia Clarke - Lauren Davidson - Lyndsey Davidson - Joanne Donnelly - Laura Elliott - Deidre Flannagan - Elaine Gallagher - Lucy Garrity - Claudia Gilmore - Rachel Gilmore - Brendan Haughey - Andrea Hawkes - Laura Healy - James Keaveney \| \| - Benjamin Knox - Gillian McElroy - Sara McGrenaghan - Alan McKinley - Karen McMahon - Grainne McNabb - Louise McNamee - Eoin Meyler - Michael Murphy - Peter O'Neil - Essie-May Sharkey - Niamh Simmonds - Christine Sloan - Niall Turbitt - Lynn Watson \| |  | |
| - Jade Campbell - Natasha Cathers - Alicia Clarke - Lauren Davidson - Lyndsey Davidson - Joanne Donnelly - Laura Elliott - Deidre Flannagan - Elaine Gallagher - Lucy Garrity - Claudia Gilmore - Rachel Gilmore - Brendan Haughey - Andrea Hawkes - Laura Healy - James Keaveney |  | - Benjamin Knox - Gillian McElroy - Sara McGrenaghan - Alan McKinley - Karen McMahon - Grainne McNabb - Louise McNamee - Eoin Meyler - Michael Murphy - Peter O'Neil - Essie-May Sharkey - Niamh Simmonds - Christine Sloan - Niall Turbitt - Lynn Watson |

| - Jade Campbell - Natasha Cathers - Alicia Clarke - Lauren Davidson - Lyndsey Davidson - Joanne Donnelly - Laura Elliott - Deidre Flannagan - Elaine Gallagher - Lucy Garrity - Claudia Gilmore - Rachel Gilmore - Brendan Haughey - Andrea Hawkes - Laura Healy - James Keaveney |  | - Benjamin Knox - Gillian McElroy - Sara McGrenaghan - Alan McKinley - Karen McMahon - Grainne McNabb - Louise McNamee - Eoin Meyler - Michael Murphy - Peter O'Neil - Essie-May Sharkey - Niamh Simmonds - Christine Sloan - Niall Turbitt - Lynn Watson |

| A Change Is Gonna Come             |
| (Sam Cooke)                        |
| Clarence Bekker: vocals            |
| Grandpa Elliott: vocals, harmonica |
| Louis Mhlanga: electric guitar     |
| Peter Bunetta: drums               |
| Reggie McBride: electric bass      |
| Mohammed Alidu: djembé             |